# Gérard Gaspard de Ballade
Gérard Gaspard de Ballade est une personnalité française qui a exercé les fonctions de gouverneur de Bourbon au milieu du XVIIIe siècle : il a été le gouverneur de l'île du sud-ouest de l'océan Indien désormais appelée La Réunion à deux reprises, entre le 29 décembre 1745 et le 28 mars 1747, puis entre le 22 novembre 1748 et le 17 mars 1749.

## Biographie
En 1742, Gaspard de Ballade est envoyé à l'Île Bourbon pour prendre le poste de procureur général. 
Il crée la première troupe théâtrale dionysienne dont il était acteur. Il cesse cette activité à la suite de plaintes.
Sommé de rentrer en France à la suite de l'affaire Duplant, il ne peut s'y rendre et meurt le 4 septembre 1749 d'une inflammation du bas-ventre.